# Manuel García Barrado
Manuel García-Barrado (Calzada de Oropesa, Toledo, 1 de gener de 1918-Mauthausen, 5 de desembre de 2006) va ser un combatent voluntari a la Guerra Civil Espanyola i supervivent del camp de concentració de Mauthausen.
Va passar la seva infància i la seva joventut a Madrid, al barri de Las Delicias, i va estudiar als Salesians d'aquest mateix barri.
Des del 1937 va combatre a Espanya contra els franquistes. El 1939 va fugir a França, on va ser internat al camp de Gurs. Posteriorment es va allistar per a la Legió Estrangera.
El 1940, després de l'enfonsament de França davant l'Alemanya nazi, García Barrado va ser capturat i enviat a l'stalag XII-D (Trèveris). El 3 d'abril de 1941 va ser portat al camp de Mauthausen. Va poder sobreviure gràcies a col·locar-se com a delineant al camp central i després al camp annex de Gusen. El 1945 va ser alliberat a Gusen.
Després del seu alliberament, va romandre a la regió de Mauthausen, s'hi va casar i va tenir dos fills. En el període de postguerra va ser futbolista a l'equip local de Mauthausen Durant aquests anys va treballar en la indústria siderúrgica a Linz.
A la dècada del 1960, quan al lloc on havia estat emplaçat el camp de concentració es va instal·lar un museu memorial, es va encarregar d'aquestes instal·lacions, dependents del Ministeri Federal de l'Interior. El 1983 es va jubilar.
Va ser condecorat amb la Creu d'or al mèrit al servei (Goldenen Verdienstkreuzes) de la República d'Àustria i amb el distintiu de plata al mèrit al servei de la Regió d'Alta Àustria. L'Estat espanyol el va condecorar el 1982 amb la Creu de Cavaller de l'Orde del Mèrit Civil.